# Cremersia setitarsus
Cremersia setitarsus är en tvåvingeart som beskrevs av Borgmeier 1971. Cremersia setitarsus ingår i släktet Cremersia och familjen puckelflugor.
Artens utbredningsområde är Panama. Inga underarter finns listade i Catalogue of Life.